# Michoacáni kormánypalota
A michoacáni kormánypalota a mexikói Morelia városának egyik barokk műemléképülete, Michoacán állam kormányzatának székhelye.

## Története
Az épületet 1770. január 23-án avatták fel: ekkortól kezdve a Szent Péterről és Szent Pálról elnevezett Seminario Tridentino papi szemináriumnak adott otthont. Itt szentelték pappá a később a mexikói függetlenségi háború egyik legnagyobb hősévé vált José María Morelost, aki ezután, 1801-ben Carácuaro és Nocupétaro papja lett. 1859. március 12-én Epitacio Huerta államosította az addigi egyházi intézményt, amely ez utáni története során a törvényhozó és az igazságszolgáltató hatalom központjaként is működött, majd 1867-től kormányzati hivatal lett.

## Leírás

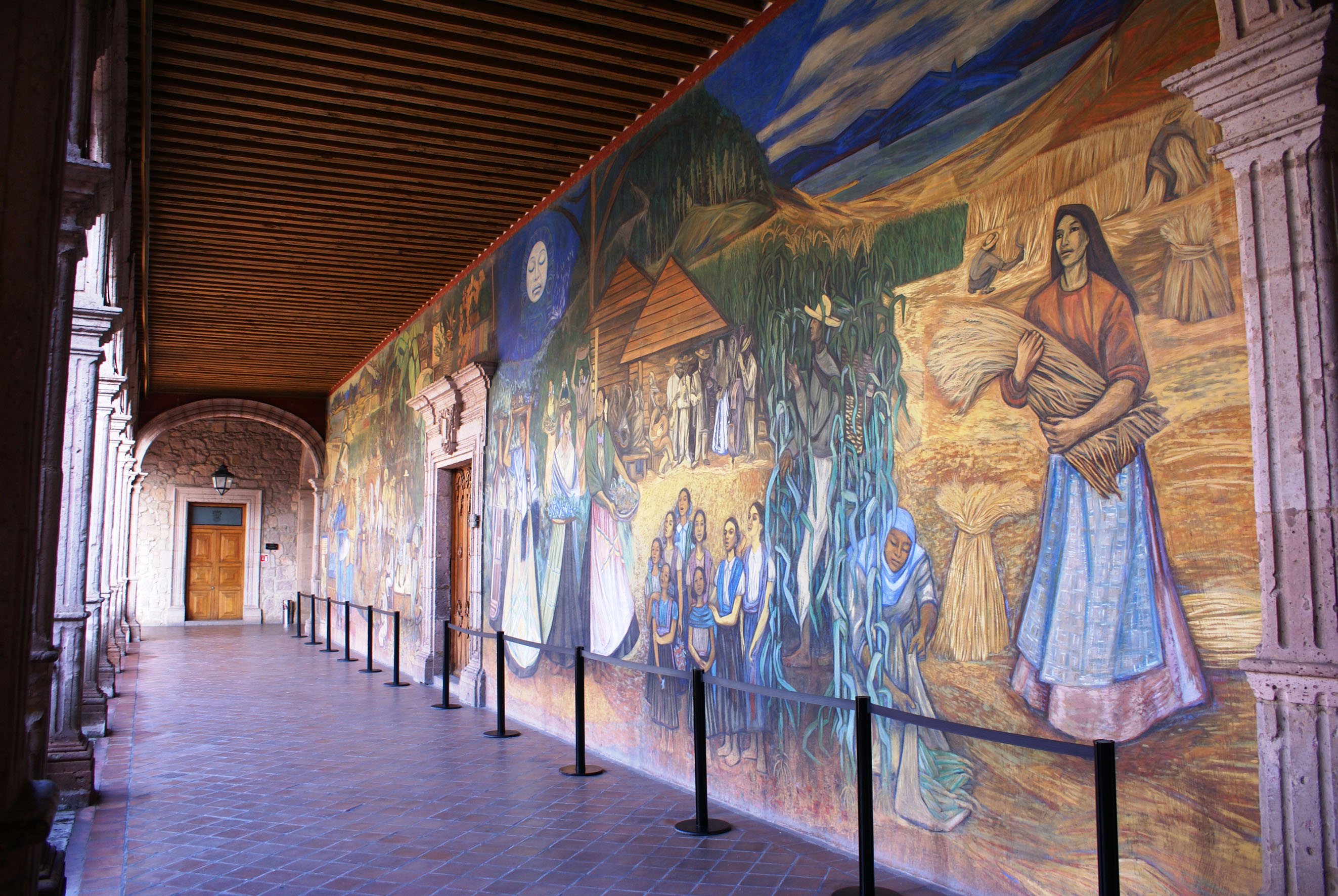
Alfredo Zalce Michoacáni emberek és tájak című falfestménye

A jellegzetes barokk épület Morelia történelmi belvárosában áll, szemben a Krisztus színeváltozása székesegyházzal. Nyugatról a Benito Juárez, északról a Melchor Ocampo utca határolja, a főbejárat a déli oldalon található. A kétszintes palotának három belső udvara van. Belsejében szembetűnő a három szabálytalan ív által tartott főlépcső, valamint kimagasló művészeti értéket képviselnek az Alfredo Zalce által (részben tanítványa, Juan Torres Calderón segítségével) 1960 körül festett hatalmas falfestmények, amelyek Mexikó és Michoacán állam történelmét mutatják be, valamint az északi épületrészben olyan képek is vannak, amelyek témája az állam néprajza, gazdasága és kézművessége.